# Liste des évêques de Wrexham
L'évêque de Wrexham est un dignitaire de l'Église catholique en Angleterre et au pays de Galles, titulaire du diocèse de Wrexham. Le siège épiscopal est la cathédrale Notre-Dame-des-Douleurs de Wrexham. Ce diocèse fait partie de la province de Cardiff-Menevia, qui compte également l'archidiocèse de Cardiff-Menevia.
Le diocèse existe depuis 1987, par la scission d'une partie du diocèse de Menevia. 
| Évêques de Wrexham | Évêques de Wrexham  | Évêques de Wrexham           |
| ------------------ | ------------------- | ---------------------------- |
| 1987-94            | James Hannigan (en) | auparavant évêque de Menevia |
| 1994-2012          | Edwin Regan (en)    |                              |
| 2012-              | Peter Brignall      |                              |

## Sources
- (en) Fiche sur le diocèse de Wrexham sur le site Catholic Hierarchy